# Los Angeles Film Critics Association Awards/Beste Filmmusik
Seit 1976 wird bei den Los Angeles Film Critics Association Awards der Film mit der Besten Filmmusik geehrt.

## Preisträger
Anmerkung: Seit 2004 werden auch zweitplatzierte Komponisten von der LAFCA-Jury verlautbart.
| Jahr | Preisträger/-in                        | Film                                                                          | Deutscher Titel                                                                   |
| ---- | -------------------------------------- | ----------------------------------------------------------------------------- | --------------------------------------------------------------------------------- |
| 1976 | Bernard Herrmann                       | Taxi Driver                                                                   | Taxi Driver                                                                       |
| 1977 | John Williams                          | Star Wars: Episode IV – A New Hope                                            | Krieg der Sterne                                                                  |
| 1978 | Giorgio Moroder                        | Midnight Express                                                              | 12 Uhr nachts – Midnight Express                                                  |
| 1979 | Carmine Coppola                        | The Black Stallion                                                            | Black, der schwarze Blitz                                                         |
| 1980 | Ry Cooder                              | The Long Riders                                                               | Long Riders                                                                       |
| 1981 | Randy Newman                           | Ragtime                                                                       | Ragtime                                                                           |
| 1982 | James Horner The Busboys               | 48 Hrs.                                                                       | Nur 48 Stunden                                                                    |
| 1983 | Philip Glass                           | Koyaanisqatsi                                                                 | Koyaanisqatsi                                                                     |
| 1984 | Ennio Morricone                        | Once Upon a Time in America                                                   | Es war einmal in Amerika                                                          |
| 1985 | Toru Takemitsu                         | Ran                                                                           | Ran                                                                               |
| 1986 | Herbie Hancock Dexter Gordon           | Round Midnight                                                                | Um Mitternacht                                                                    |
| 1987 | David Byrne Ryūichi Sakamoto Cong Su   | The Last Emperor                                                              | Der letzte Kaiser                                                                 |
| 1988 | Mark Isham                             | The Moderns                                                                   | The Moderns                                                                       |
| 1989 | Bill Lee                               | Do the Right Thing                                                            | Do the Right Thing                                                                |
| 1990 | Richard Horowitz Ryūichi Sakamoto      | The Sheltering Sky                                                            | Himmel über der Wüste                                                             |
| 1991 | Zbigniew Preisner                      | The Double Life of Veronique At Play in the Fields of the Lord Europa, Europa | Die zwei Leben der Veronika At Play in the Fields of the Lord Hitlerjunge Salomon |
| 1992 | Zbigniew Preisner                      | Damage                                                                        | Verhängnis                                                                        |
| 1993 | Zbigniew Preisner                      | Blue The Secret Garden Olivier                                                | Drei Farben: Blau Der geheime Garten Oliver, Oliver                               |
| 1994 | Howard Shore                           | Ed Wood                                                                       | Ed Wood                                                                           |
| 1995 | Patrick Doyle                          | A Little Princess                                                             | Eine kleine Prinzessin                                                            |
| 1996 | Hal Willner The Hey Hey Club Musicians | Kansas City                                                                   | Kansas City                                                                       |
| 1997 | Philip Glass                           | Kundun                                                                        | Kundun                                                                            |
| 1998 | Elliot Goldenthal                      | The Butcher Boy                                                               | The Butcher Boy                                                                   |
| 1999 | Trey Parker Marc Shaiman               | South Park: Bigger, Longer & Uncut                                            | South Park: Der Film – größer, länger, ungeschnitten                              |
| 2000 | Tan Dun                                | 臥虎藏龍 (Wòhǔ Cánglóng)                                                      | Tiger and Dragon                                                                  |
| 2001 | Howard Shore                           | The Lord of the Rings – The Fellowship of the Ring                            | Der Herr der Ringe: Die Gefährten                                                 |
| 2002 | Elmer Bernstein                        | Far from Heaven                                                               | Dem Himmel so fern                                                                |
| 2003 | Benoît Charest                         | Les Triplettes de Belleville                                                  | Das große Rennen von Belleville                                                   |
| 2004 | Michael Giacchino                      | The Incredibles                                                               | Die Unglaublichen                                                                 |
| 2005 | Joe Hisaishi Youmi Kimura              | ハウルの動く城 hauru no ugoku shiro                                           | Das wandelnde Schloss                                                             |
| 2006 | Alexandre Desplat                      | The Painted Veil The Queen                                                    | Der bunte Schleier Die Queen                                                      |
| 2007 | Glen Hansard Markéta Irglová           | Once                                                                          | Once                                                                              |
| 2008 | A. R. Rahman                           | Slumdog Millionaire                                                           | Slumdog Millionär                                                                 |
| 2009 | T-Bone Burnett Stephen Bruton          | Crazy Heart                                                                   | Crazy Heart                                                                       |
| 2010 | Alexandre Desplat                      | The Ghost Writer                                                              | Der Ghostwriter                                                                   |
| 2010 | Trent Reznor Atticus Ross              | The Social Network                                                            | The Social Network                                                                |
| 2011 | The Chemical Brothers                  | Hanna                                                                         | Wer ist Hanna?                                                                    |
| 2012 | Benh Zeitlin Dan Romer                 | Beasts of the Southern Wild                                                   | Beasts of the Southern Wild                                                       |
| 2013 | T-Bone Burnett                         | Inside Llewyn Davis                                                           | Inside Llewyn Davis                                                               |
| 2014 | Jonny Greenwood                        | Inherent Vice                                                                 | Inherent Vice – Natürliche Mängel                                                 |
| 2014 | Mica Levi                              | Under the Skin                                                                | Under the Skin                                                                    |
| 2015 | Carter Burwell                         | Anomalisa Carol                                                               | Anomalisa Carol                                                                   |
| 2016 | Justin Hurwitz Benj Pasek Justin Paul  | La La Land                                                                    | La La Land                                                                        |
| 2017 | Jonny Greenwood                        | Phantom Thread                                                                | Der seidene Faden                                                                 |
| 2018 | Nicholas Britell                       | If Beale Street Could Talk                                                    | Beale Street                                                                      |
| 2019 | Dan Levy                               | J’ai perdu mon corps                                                          | Ich habe meinen Körper verloren                                                   |
| 2020 | Jon Batiste Trent Reznor Atticus Ross  | Soul                                                                          | Soul                                                                              |
| 2021 | Alberto Iglesias                       | Madres paralelas                                                              | Parallele Mütter                                                                  |
| 2022 | M. M. Keeravani                        | RRR                                                                           | RRR                                                                               |
| 2023 | Mica Levi                              | The Zone of Interest                                                          | The Zone of Interest                                                              |

## Zweitplatzierte Filmkomponisten
1. ↑  2004 belegte Alexandre Desplat für Birth einen zweiten Platz
2. ↑  2005 belegte Ryūichi Sakamoto für Tony Takitani einen zweiten Platz
3. ↑  2006 belegte Thomas Newman für The Good German und Children of Men einen zweiten Platz
4. ↑  2007 belegte Jonny Greenwood für There Will Be Blood einen zweiten Platz
5. ↑  2008 belegte Alexandre Desplat für Der seltsame Fall des Benjamin Button einen zweiten Platz
6. ↑  2009 belegte Alexandre Desplat für Der fantastische Mr. Fox einen zweiten Platz
7. ↑  2011 belegte Cliff Martinez für Drive einen zweiten Platz
8. ↑  2012 belegte Jonny Greenwood für The Master einen zweiten Platz
9. ↑  2013 belegten Arcade Fire und Owen Pallett für Her einen zweiten Platz
10. ↑  2015 belegte Ennio Morricone für The Hateful Eight den zweiten Platz
11. ↑  2016 belegte Mica Levi für Jackie: Die First Lady den zweiten Platz
12. ↑  2017 belegte Alexandre Desplat für Shape of Water – Das Flüstern des Wassers den zweiten Platz
13. ↑  2018 belegte Justin Hurwitz für Aufbruch zum Mond den zweiten Platz
14. ↑  2019 belegte Justin Hurwitz für Aufbruch zum Mond den zweiten Platz
15. ↑  2020 belegte Mica Levi für Lovers Rock den zweiten Platz
16. ↑  2021 belegte Jonny Greenwood für The Power of the Dog den zweiten Platz